# Franciszek Ksawery Potocki (1775–1835)
Franciszek Ksawery Potocki herbu Lubicz (ur. 1775, zm. 20 października 1837 we Lwowie) – sędzia, uczestnik prac kodyfikacyjnych w Królestwie Kongresowym, radca stanu, członek Komisji Rządowej Sprawiedliwości Królestwa Kongresowego w 1834 roku, prokurator prezydujący w Prokuratorii Generalnej, członek Komisji Najwyższej Egzaminacyjnej w Królestwie w 1829 roku.
13 czerwca 1825 został odznaczony polskim Orderem św. Stanisława I klasy. Posiadał też rosyjski Order św. Anny I klasy.
Był synem Józefa. Żonaty z Marianną Czerwińską miał synów: Tytusa, Ludwika Mieczysława oraz córki: Leokadię i Różę.
Pochowany na cmentarzu Powązkowskim w Warszawie (pod murem II-20).